# Българско философско наследство
„Българско философско наследство“ е книжна поредица под редакцията на проф. Михаил Бъчваров, издавана в периода 1978 – 1990 г. В нея се издават трудове на редица български средновековни философи, възрожденски философи, следосвобожденски и марксистки философи. Към всяка книга има и студия, в която се анализират възгледите на конкретния автор.

## Книги от поредицата
- Петър Берон. Произход на физическите и естествените науки и на метафизичните и нравствените науки. Изд. Наука и изкуство, 1978
- Иван Селимински. Избрани съчинения. Изд. Наука и изкуство, 1979
- Йоан Екзарх. Шестоднев. Изд. Наука и изкуство, 1981
- Васил Друмев. Етико-социологически съчинения. Изд. Наука и изкуство, 1981
- Димитър Михалчев. Избрани съчинения. Изд. Наука и изкуство, 1981
- Колектив. Те бяха философи – революционери. Из творчеството на философи-марксисти, загинали в борбата против фашизма и капитализма. Изд. Наука и изкуство, 1982
- Димитър Благоев. Философски съчинения. Изд. Наука и изкуство, 1982
- Спиридон Казанджиев. Философски и психологически съчинения. Изд. Наука и изкуство, 1982
- Тодор Икономов. Философски и социологически съчинения. Изд. Наука и изкуство, 1983
- Тодор Павлов. Философски съчинения 1933 – 1937. Обща теория на изкуството: (Основни въпроси на естетиката): Т. 1. Изд. Наука и изкуство, 1985
- Марко Балабанов. Философски и социологически съчинения. Изд. Наука и изкуство, 1986
- Иван Георгов. Избрани философски и етически съчинения. Изд. Наука и изкуство, 1987
- Тодор Павлов. Философски съчинения 1933 – 1937. Теория на отражението. т. 2, Изд. Наука и изкуство, 1987
- Тодор Павлов. Избрани философски съчинения 1961 – 1976 Т. 3., Изд. Наука и изкуство, 1989.
- Атанас Илиев. Критически студии. Изд. Наука и изкуство, 1989
- Патриарх Евтимий. Съчинения. Изд. Наука и изкуство, 1990